# Gioventù nuova (rivista italiana)
Gioventù Nuova fu il primo mensile dalla ricostituzione della Federazione Giovanile Comunista Italiana (FGCI). La sua direzione fu affidata a Enrico Berlinguer. Il primo numero del giornale usci nell’agosto 1949, l’ultimo nel 1952. Fu un giornale di approfondimento e di linea politica della FGCI.

## Storia
Gioventù Nuova era un giornale di apprendimento e di indirizzo politico per gli iscritti alla FGCI. Al periodico diedero il loro contributo, importanti intellettuali di sinistra e non della cultura italiana. Le pubblicazioni si chiusero oltre la metà del 1952. Tra le cause della chiusura, vi fu la necessità della FGCI di creare un proprio organo ufficiale settimanale di massa, il quale vedrà la luce il 13 dicembre 1953. In quella data iniziarono le pubblicazioni di Avanguardia con direttore Gianni Rodari già direttore del Pioniere.
Il mensile era affiliato alla Federazione mondiale della gioventù democratica, di cui Enrico Berlinguer, nel 1950, divenne segretario.
La tiratura fu di circa ventimila copie.
Il Comitato Ricerca Associazione Pionieri (CRAP) ha contribuito alla ricerca e alla valorizzazione di tutti i giornali e i documenti qui descritti.

## Redazione
- Enrico Berlinguer (direttore)
- Ugo Pecchioli (vicedirettore)
- Marisa Musu
- Sandro Curzi
- Antonello Trombadori
- Gian Carlo Pajetta
- Luigi Amadei
- Cesare Freduzzi
- Mario Socrate
- Enzo Modica
- Franco Di Tonto
- Ruggero Zangrandi

## Firme storiche
Tra le centinaia di firme più rilevanti che collaborarono alla rivista, troviamo:
- Ugo Attardi
- Enrico Berlinguer
- Giovanni Berlinguer
- Edoardo D'Onofrio
- Renato Guttuso
- Ruggero Grieco
- Enzo Modica
- Marisa Musu
- Giorgio Napolitano
- Carlo Pagliarini
- Giancarlo Pajetta
- Ugo Pecchioli
- Lucio Lombardo Radice
- Dina Rinaldi
- Gianni Rodari
- Emilio Sereni
- Mario Socrate
- Enzo Striano
- Palmiro Togliatti
- Renzo Trivelli
- Luciana Viviani
- Tono Zancaro
- Giuseppe Zigaina